# Gare de Dunkerque
Gare de Dunkerque vasútállomás Franciaországban, Dunkerque településen.

## Vasútvonalak
Az állomást az alábbi vasútvonalak érintik:
- Arras–Dunkirk-vasútvonal

## Kapcsolódó állomások
A vasútállomáshoz az alábbi állomások vannak a legközelebb:
- Gare de Coudekerque-Branche